# Cacti

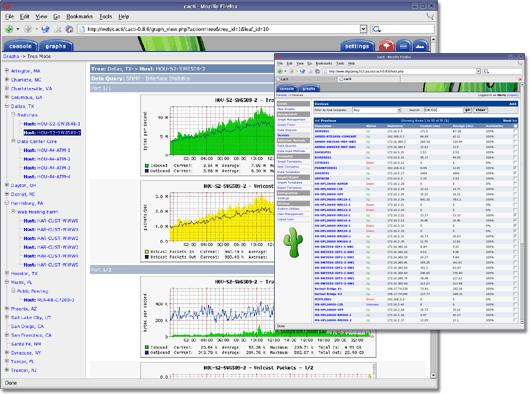
Interface do Cacti

Cacti é uma ferramenta software livre administrativa de rede, que recolhe e exibe informações sobre o estado de uma rede de computadores através de gráficos, permitindo o monitoramento e gerenciamento de redes simples até redes complexas, com centenas de dispositivos. Foi desenvolvido para ser flexível de modo a se adaptar facilmente a diversas necessidades, bem como ser robusto e adicionando a isto uma interface Web intuitiva e fácil de usar. Monitora o estado de elementos de rede e programas bem como largura de banda utilizada e uso de  CPU.
Trata-se de uma interface e uma infra-estrutura para o RRDTool, que é responsável por armazenar os dados recolhidos e por gerar gráficos em um banco de dados MySQL. A interface é completamente orientada à PHP. As informações são repassadas para a ferramenta através de scripts ou outros programas escolhidos pelo usuário os quais devem se encarregar de obter os dados. 
Utiliza-se adicionalmente o protocolo SNMP para consultar informações em elementos de redes e/ou programas que suportam tal protocolo. Sua arquitetura prevê a possibilidade de expansão através de plugins que adicionam novas funcionalidades. Um destes plugins é o PHP Network Weathermap que mostra um mapa da rede e o estado de cada elemento.
O Cacti conta com uma atuante comunidade internacional através de fóruns de discussão com mais de 160.000 mensagens e 20.000 usuários, há uma boa chance de que sua pergunta já foi feita por outro usuário.
O Cacti é liberado sob a licença GNU (General Public License), que significa que está completamente livre, sem amarrações. No entanto, é possível contribuir através de doações pelo site da ferramenta promovendo o desenvolvimento do projeto.